# Weingärtner Stromberg-Zabergäu
Die Weingärtner Stromberg-Zabergäu eG ist eine Weinbaugenossenschaft im Weinanbaugebiet Württemberg. Der Verwaltungssitz liegt in Brackenheim. Die Weingärtner Stromberg-Zabergäu eG entstand 2012 aus der Fusion der beiden Genossenschaften Weingärtner Brackenheim eG und Strombergkeller Bönnigheim eG. 1050 Winzer bewirtschaften hier 750 ha württembergische Rebfläche rund um die Großlagen Stromberg und Heuchelberg. Die Genossenschaft ist heute die drittgrößte Weingärtnergenossenschaft in Württemberg.

## Geschichte
Die erste Genossenschaft in der Region wurde 1905 in Haberschlacht gegründet. Initiator war der damalige Pfarrer Eduard Wörner, der die Haberschlachter Weingärtner zusammengeführt hat. 1950 schlossen sie die Haberschlachter Winzer dann der größeren Genossenschaft, den Weingärtnern Brackenheim an. Durch weitere Fusionen schlossen sich zudem die Weingärtner aus Neipperg, Botenheim und Meimsheim der großen Brackenheimer Kellerei an.
In den 1930er Jahren verkaufte der spätere Bundespräsident Theodor Heuss sein Geburtshaus an die Winzer, die in dem sogenannten „Meeh'schen Haus“ zum ersten Mal Wein in Fässern ausbauen und lagern konnten.

## Weinlagen
Die Neipperger Steingrube, eine Rotweinlage in Württemberg, ist Teil der Anbaugebiete der WG Stromberg-Zabergäu. Weiter Lagen sind Brackenheimer Zweifelberg, Bönnigheimer Sonnenberg, Haberschlachter Dachsberg, Hohenhaslacher Kirchberg und Meimsheimer Katzenöhrle.

## Rebsorten
Die WG Stromberg-Zabergäu eG bietet Weine in verschiedenen Qualitätsstufen an. Die Anbaumengen der einzelnen Stufen reichen von 60 kg/ar bis 140 kg/ar Trauben. Die Genossenschaft produziert Rotweine wie Trollinger, Lermberger, Merlot, Spätburgunder, Blauer Portugieser und Regent, aber auch Weißweine, wie Riesling, Silvaner, Grauburgunder und Chardonnay. Außerdem bietet das Unternehmen Roséweine, Cuvées, Sekt/Secco, Glühwein und Gin.

## Bioweine
Die WG Stromberg-Zabergäu produziert seit 1993 ökologisch erzeugte Weine. Auch wenn der Anteil der ökologisch bewirtschafteten Fläche mit etwas über 30 Hektar unter 5 % der Fläche der Weinbaugenossenschaft liegt, ist es dennoch einer der größten Produzenten für ökologische Weine in Württemberg. Ökologisch ausgebaut werden acht Weine und ein Secco. Seit dem 2014er Jahrgang sind die Bioweine der Weingärtner Stromberg-Zabergäu eG auch vegan.

## Auszeichnungen
- Staatsehrenpreis 2019/2020
- Empfehlung aufstrebend im Gault & Millau Weinguide
- Gutes Weingut, Eichelmann 2020
- Silber, AWC Vienna 2019
- Internationaler Bioweinpreis